# Pindariové
Pindariové byli od 17. až do počátku 19. století nepravidelní váleční nájezdníci na operující především na indickém subkontinentu. Původně doprovázeli muslimskou mughalskou armádu, později armádu maráthskou. Nakonec útočili sami, a to až do pindarské války v letech 1817 až 1818, kdy byli rozpuštěni a postaveni mimo zákon. Za svou účast v bojích nebyli placeni, jejich odměnou byla uloupená kořist. Jejich jednotky tvořili jezdci a pěchota, byli částečně ozbrojení, dokázali vytvářet chaos a dodávat informace o nepřátelských pozicích ve prospěch armády, kterou doprovázeli.

## Vznik
Nejstarší zmínka o nich je z doby Aurangzébovy kampaně v Deccanu, ale v čase válek Maráthské říše proti Mughalské říši se stali důležitou složkou maráthské armády. V boji proti nepříteli byli vysoce efektivní pro svou rychlost a schopnost vnášet chaos do nepřátelské armády. Vážné problémy způsobili ovšem mnohdy také bývalým spojencům, jako byl jejich nájezd na chrám Sringeri Sharada Peethamv Karnátace v roce 1791. Po několika takových případech, kdy  vyplenili území maráthských spojenců se vládci Maráthské říše rozhodli ukončit jejich loupeživé nájezdy.
Většina velitelů Pindariů byli muslimové, ale rekrutovali se podle Encyclopaedia Britannica ze všech skupin obyvatel. Aby s nimi mohly bojovat, vytvořily se konkurenční skupiny Pindariů z řad hinduistických asketických válečníků. Podle Davida Lorenzena, po rozpadu Mughalské říše po Aurangzebově smrti, nawabská a hinduistická království vstoupila do otevřených konfliktů a bojujících frakcí. Místní vlastníci půdy organizovali vlastní soukromé armády, mniši a asketové z chrámů a klášterů si najímali žoldnéře, kteří by chránili jejich zájmy. Pindariové operovali po celé střední Indii, v Deccanu a regionech, které jsou nyní součástí států Gudžarát a Uttarpradéš, Bihar a Urísa.

## Pindarská válka (1817-18)
Po příchodu Britské východoindické společnosti na území zhroucené Mughalské říše a dalších menších válčících království se Pindariové stali centrem násilí a moci. Na konci 18. století se i Maráthská říše zhroutila a nastala britská koloniální éra. Pindariové zanechali účasti v regionálních válkách a orientovali se na rabování ve prospěch svůj a svých vůdců. Plenili, vraždili, zajatce prodávali do otroctví a to vše v zájmu kteréhokoli státu, který byl ochoten si je najmout. Mnohdy se nechali najmout od obou stran a způsobovali těžké škody civilnímu obyvatelstvu obou rivalů. Postupovali přes střední Indii, Gudžarát a Málvu  pod ochranou vládců z Gwalioru a Indoru. S naloupeným bohatstvím získali také děla a další vojenské vybavení, mohli tak napadat i místní vojáky a vládní úředníky. Například Pindariové spojení s Amirem Khanem se s 200 děly zmocnili a vyplenili Džajpur. Podle Edwarda Thompsona se Pindariové, vedení Amirem Khanem a Muhammadem Khanem, stali téměř nezávislou mobilní konfederací, která po období monzunové sklizně zahájila každoroční nájezdy a drancování na venkovských a městských sídlech. Spolu s penězi, úrodou a rodinným bohatstvím Pindariové zajali i obyvatele a prodávali je jako otroky.  Zaútočili i na regiony pod britskou ochranou. Britům a místním vládcům nakonec došla trpělivost. Vytvořili koalici s úkolem ukončit jejich řádění. Lord Hastings se souhlasem Britské Východoindické společnosti se rozhodl situaci řešit. Ve spolupráci s armádami z Gudžarátu, Deccanu a Bengálska obklíčilo oblast Malvy a Gwalioru asi 120 000 vojáků, aby si vynutili kapitulaci Pindariů.
Kromě vojenské akce nabídla Britská koalice také pravidelné zaměstnání některým jednotkám Pindariů a jejich přeměnu na samostatný kontingent. Menšina mužů dostala práci u policie a jejich vůdcům, jako byli Namdar Khan a Amir Khan, nabídla koalice spolu s pozemky i rentu nebo pozici Nawábů – místních vládců.